# Chuck Berry
Charles Edward Anderson Berry, detto Chuck (Saint Louis, 18 ottobre 1926 – Wentzville, 18 marzo 2017), è stato un cantautore, chitarrista e ballerino statunitense, esponente in particolare di musica blues e rock and roll.
È considerato uno degli iniziatori del rock, oltre a essere stato uno dei primi miti del rock and roll. Le sue canzoni furono tra le prime ad avere la chitarra come strumento principale. Berry (autore e interprete delle sue canzoni) è stato anche il primo, utilizzando sempre toni semplici e ironici, a inserire nei suoi testi tematiche riguardanti gli adolescenti e la rivolta che stava interessando loro in quegli anni, quando i giovani cominciarono a ribellarsi agli ideali degli adulti in aree quali la famiglia, il lavoro e la morale.
Citato come fonte di ispirazione da più generazioni di chitarristi di diversi stili, la rivista Rolling Stone lo ha inserito al quinto posto nella lista dei 100 migliori artisti e al secondo in quella dei 100 migliori chitarristi. A Chuck Berry è attribuita anche la cosiddetta "Duck walk" (o passo dell'anatra), caratteristica camminata eseguita mentre suona la chitarra e diventata suo tratto caratteristico.

## Biografia
Nato a Saint Louis nel Missouri, Berry da giovane aveva sviluppato una forte cleptomania, tanto da aver passato diverso tempo in riformatorio a causa di una rapina. È questa solo la prima di tante detenzioni ed accuse che Berry, seppur mai coinvolto in episodi violenti, avrebbe vissuto.
Raccomandato da Muddy Waters, Berry si presentò alla Chess Records con Maybellene: da qui ebbe inizio la sua carriera musicale. I suoi testi rappresentano il primo esempio di poesia rock e raccontano storie di adolescenti in cerca di libertà e divertimento. I suoi capolavori sono concentrati in un periodo di soli 3 anni, dal 1955 al 1958. 

## Il successo internazionale
La sua carriera esplode quando, nel 1955, incide Maybellene, riadattamento di una sua vecchia composizione, Ida Red, frutto di quella magica commistione rhythm 'n' blues-country che costituisce la ricetta ideale per il prodotto finale, il rock 'n' roll: il successo è straordinario, ben oltre le aspettative e a questo ne seguiranno tanti altri: Roll Over Beethoven, Thirty Days, You Can't Catch Me, School Day, Johnny B. Goode, Rock and Roll Music. È stato inserito nella classifica dei "100 migliori artisti di sempre" secondo la rivista Rolling Stone, aggiudicandosi il quinto posto.

### Inizi e apprendistato con Johnnie Johnson (1926–54)
Berry nacque quartogenito in una famiglia composta da sei figli. Crebbe nel quartiere di Saint Louis conosciuto come "The Ville", una zona in cui all'epoca abitava gente del ceto medio. Suo padre era un imprenditore e un diacono della locale chiesa battista. La sua posizione sociale abbastanza agiata diede a Berry la possibilità di coltivare la sua passione per la musica già in giovane età; riuscì a fare la sua prima esibizione pubblica nel 1941 quando ancora frequentava la Sumner High School.

#### Arresto per rapina
Solo tre anni dopo, nel 1944, ancora studente, venne arrestato e incarcerato per rapina a mano armata dopo aver rapinato tre negozi di Kansas City e rubato un'auto insieme a un gruppo di amici. A proposito di questo spiacevole episodio, lo stesso Berry, ricordando la sua incontrollabile cleptomania, nella sua autobiografia racconta che la sua macchina si ruppe e che quindi fermò un'auto che passava di lì e la rubò puntando al conducente una pistola scarica e non funzionante. Berry venne immediatamente spedito al riformatorio di Algoa, nei pressi di Jefferson City, nel Missouri, dove formò un quartetto vocale e si allenò facendo un po' di pugilato.
Dopo essere uscito di prigione il giorno del suo 21º compleanno nel 1947, Berry sposò Themetta "Toddy" Suggs il 28 ottobre 1948; il 3 ottobre 1950 dal matrimonio nacque una figlia, Darlin Ingrid Berry. Berry manteneva la famiglia arrangiandosi facendo diversi lavoretti a Saint Louis, fra i quali operaio in due fabbriche d'auto, portinaio dello stabile dove abitava ed estetista. Nel 1950 la famiglia riuscì a comprarsi un appartamentino di tre stanze sulla Whittier Street, che attualmente è stato dichiarato edificio storico.
All'inizio degli anni cinquanta, Berry suonava con vari gruppi in diversi locali di Saint Louis come secondo lavoro. Suonava musica blues fin da quando era ragazzino, e ormai aveva sviluppato una certa abilità con la chitarra. Nel 1953 Berry iniziò ad esibirsi con il gruppo di Johnnie Johnson, dando inizio a una lunga collaborazione con il pianista. Anche se la band suonava principalmente ballate blues, la musica più popolare presso i bianchi della zona era il country. Berry scrisse: «La curiosità mi portò a suonare molta di quella roba country al nostro pubblico in prevalenza fatto di neri, e la gente iniziò a chiedere in giro "chi fosse quell'hillbilly nero che suonava al Cosmo". Dopo che mi risero in faccia un paio di volte, iniziarono a chiedermi di suonare brani country perché erano ballabili.»

### Chess Records: Successo e guai giudiziari (1955–62)

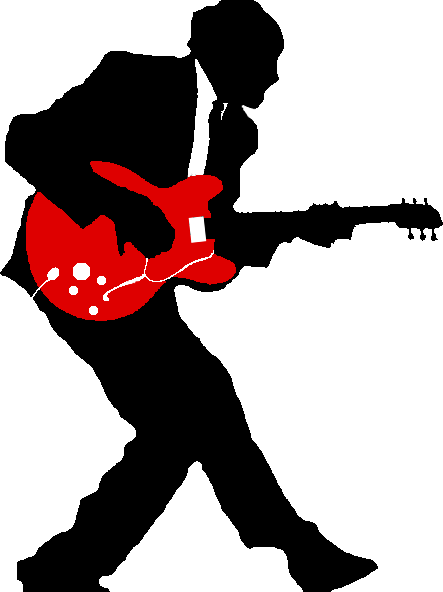
Il celebre "Duck walk" di Berry.

Nel maggio 1955, dietro raccomandazione di Muddy Waters, Berry andò a Chicago per mettersi in contatto con Leonard Chess della Chess Records. Berry pensava infatti che il suo materiale blues potesse essere di interesse per la Chess, ma con sua grande sorpresa fu invece il vecchio classico country & western di Bob Wills, intitolato Ida Red, che Berry aveva registrato quasi per scherzo con il titolo Ida May a ottenere l'attenzione della Chess. Quindi il 21 maggio 1955 Berry incise un adattamento di Ida Red reintitolato Maybellene con la partecipazione di Johnnie Johnson al pianoforte, Jerome Green (dalla band di Bo Diddley) alle maracas, Jasper Thomas alla batteria e Willie Dixon al basso. Maybellene vendette quasi un milione di copie, raggiungendo il primo posto della classifica di Billboard riservata al Rhythm and Blues e la numero 5 nella classifica generale di vendite negli Stati Uniti.
Alla fine di giugno 1956, un altro suo brano, Roll Over Beethoven, raggiunse la posizione numero 29 della Billboard Hot 100, e Berry diventò di colpo una star. Lui e Carl Perkins diventarono amici e iniziarono ad andare in tour insieme. Perkins diceva che «Berry era un vero appassionato di musica country e che lo rispettava come compositore».
Singoli di successo continuarono a uscire per tutto il 1957 e il 1959, e Berry ottenne circa una dozzina di piazzamenti in classifica, inclusi successi da top 10 U.S. come School Days, Rock and Roll Music, Sweet Little Sixteen e Johnny B. Goode.

#### Secondo arresto del 1959
Alla fine degli anni cinquanta, Berry era ormai un artista di ampio e consolidato successo internazionale. Ma nel dicembre 1959 fu improvvisamente arrestato per avere avuto rapporti sessuali con una ragazzina quattordicenne che lavorava in un locale di sua proprietà. Ritenuto colpevole, venne condannato a scontare cinque anni di condanna in prigione e a una multa di 5.000 dollari. Berry si appellò definendo la sentenza ingiusta ed amplificata da una giuria razzista, e in un secondo processo nel 1961 ottenne una riduzione di pena a tre anni di reclusione.

### Mercury Records (1963–69)
Quando Berry uscì di prigione nel 1963, riuscì a tornare nel giro del music business grazie all'interessamento che verso di lui stavano dimostrando i gruppi della cosiddetta British invasion come i Beatles e i Rolling Stones, che avevano in repertorio molte cover di suoi brani; o come i Beach Boys che avevano basato il loro successo del 1963 Surfin' USA sulla sua Sweet Little Sixteen; la reinterpretazione (non autorizzata) dei Beach Boys fu riconosciuta come plagio solo molti anni dopo con una multa di 1 milione di dollari a danno del gruppo. Tra il 1964 e il 1965 Berry pubblicò otto singoli, compresi No Particular Place to Go, You Never Can Tell, e Nadine che riscossero un buon successo commerciale, anche se erano in prevalenza "riscritture" di suoi vecchi pezzi come School Days. Dal 1966 al 1969 Berry pubblicò cinque album per la Mercury Records, incluso il suo primo disco dal vivo Live at Fillmore Auditorium, ma i dischi non ebbero dalla critica e dal pubblico il riscontro di un tempo.

### Ritorno alla Chess:My Ding-a-Linge concerto alla Casa Bianca (1970–79)

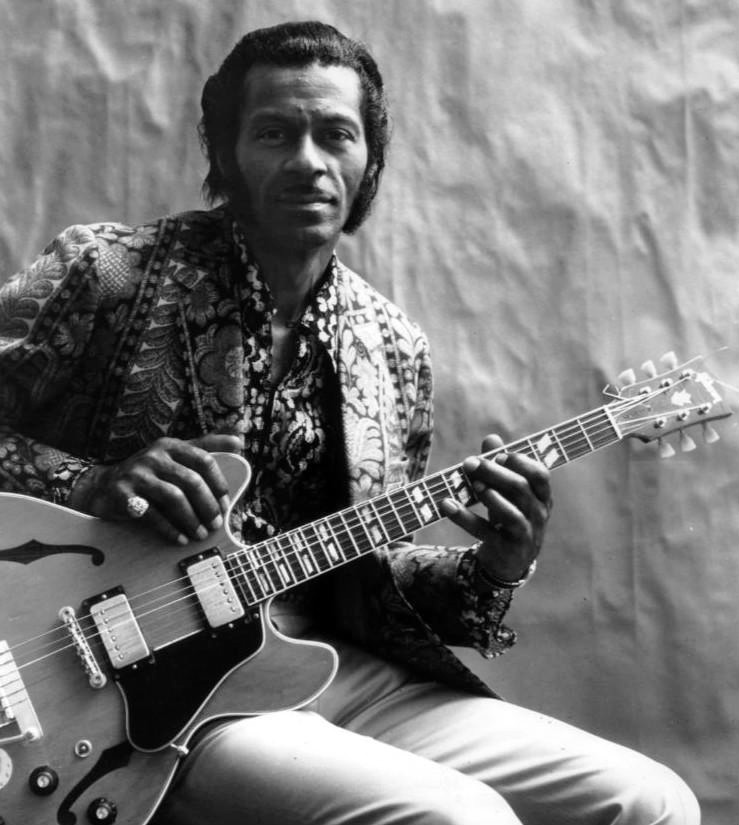
Chuck Berry nel 1972 con una Gibson ES-345

Chuck Berry fece ritorno alla Chess Records dal 1970 al 1973. Anche se il suo album del 1970 Back Home non generò nessun singolo di successo, nel 1972 la Chess pubblicò una nuova registrazione live del brano My Ding-a-Ling, canzone che Berry aveva originariamente registrato anni addietro nel suo LP del 1968 From St. Louie to Frisco con il titolo My Tambourine. Il brano, a sorpresa, divenne l'unico numero 1 in classifica, per due settimane, dell'artista, riscuotendo un enorme successo. Il secondo periodo di Berry alla Chess terminò con il disco Chuck Berry del 1975, dopo il quale non incise più nulla per circa tre anni fino a Rock It del 1979 uscito per l'etichetta Atco Records, che rimane il suo ultimo album di studio vero e proprio.
Durante gli anni settanta, Berry fece molti concerti durante i quali riproponeva principalmente i suoi vecchi successi degli anni cinquanta. Su richiesta del presidente Jimmy Carter, Chuck Berry fu chiamato ad esibirsi anche alla Casa Bianca il 1º giugno 1979.

#### Accusa di evasione fiscale
Poco tempo dopo, Berry ebbe ancora problemi con la giustizia: venne infatti accusato di evasione fiscale per non avere pagato le tasse inerenti ai suoi compensi per i concerti. Avendo già due precedenti penali alle spalle, Berry si dichiarò colpevole di evasione fiscale e nel 1979 venne condannato a quattro mesi di prigione e a 1.000 ore di servizio civile, da scontarsi facendo concerti benefici.

### Ancora "on the road" (dal 1980 in poi)

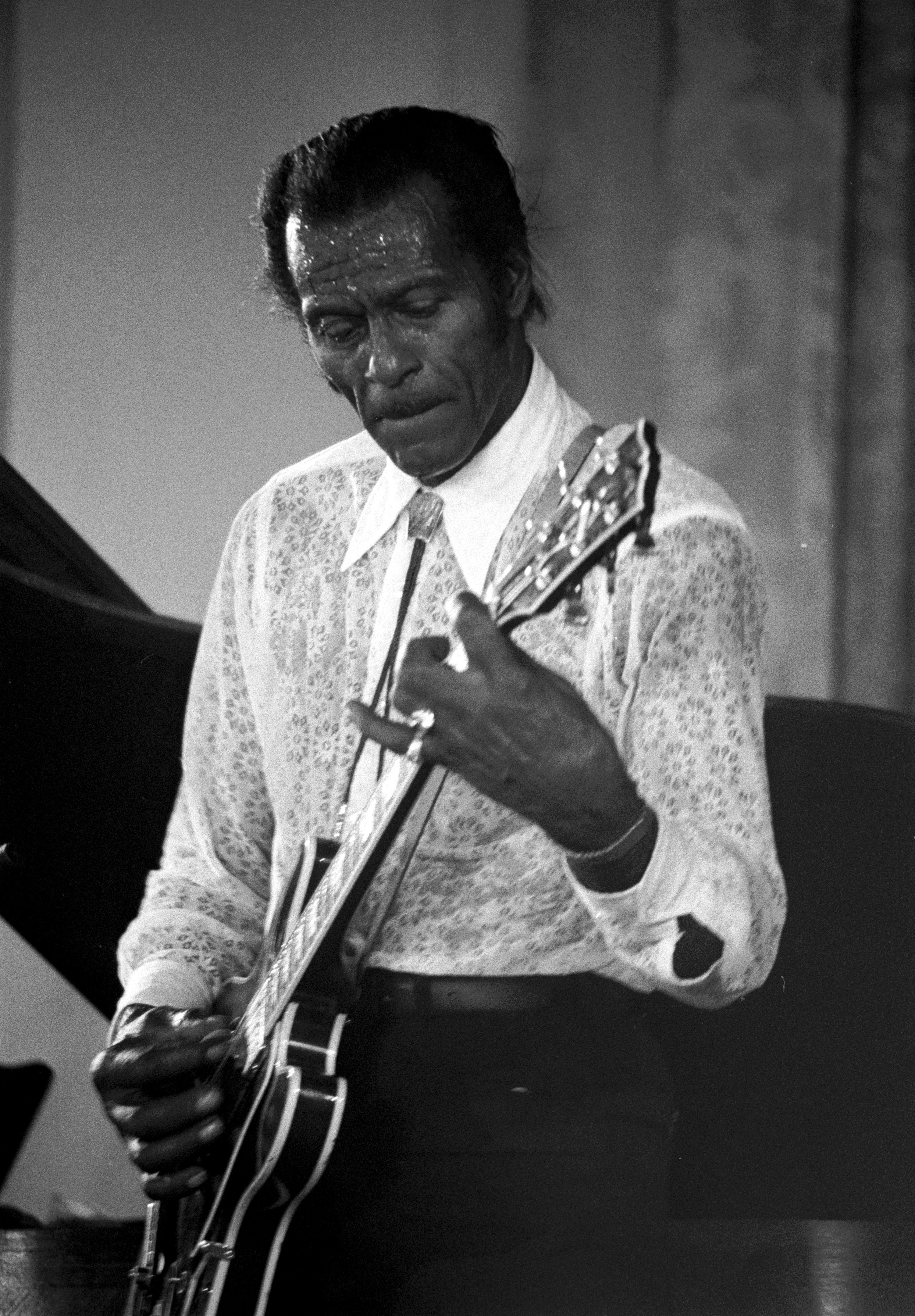
Chuck Berry a Deauville (Francia) nel 1987

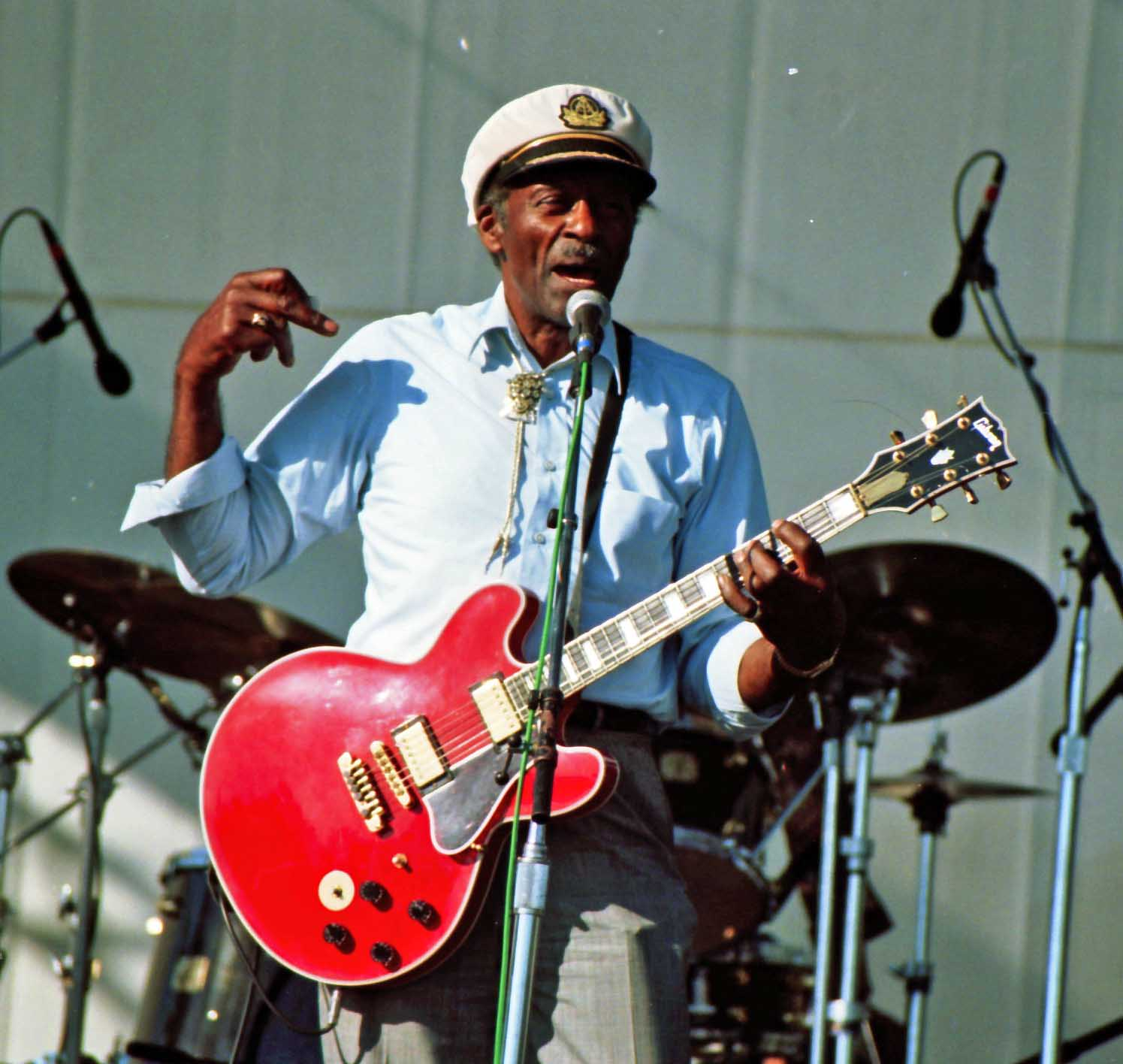
Berry in concerto nel 1997

Berry continuò a suonare dai 70 ai 100 concerti all'anno per tutti gli anni ottanta. Nel 1986 Taylor Hackford girò un documentario, intitolato Hail! Hail! Rock 'n' Roll, riguardante il concerto organizzato da Keith Richards (grande fan di Berry) per celebrare il sessantesimo compleanno di Chuck Berry. Al concerto parteciparono anche Eric Clapton, Etta James, Julian Lennon, Robert Cray e Linda Ronstadt, che apparvero tutti sul palco insieme a Berry interpretando i suoi brani più famosi.
Venne in Italia nel 1987 ospite di Adriano Celentano in una puntata dell'edizione dello show Fantastico da lui condotta, durante la quale il "Molleggiato" era visibilmente entusiasta di avere con sé il "padre del Rock".

#### Nuove accuse
A fine anni ottanta Berry comprò un ristorante a Wentzville, Missouri, il "The Southern Air", e nel 1990 venne accusato da molte donne di aver installato una videocamera nei bagni delle signore per spiarle a loro insaputa. Berry si difese dichiarando che la telecamera era stata installata per controllare una sua dipendente sospettata di rubare nel ristorante. Nonostante la sua colpevolezza non venne mai accertata in tribunale, Berry optò per un risarcimento collettivo in via privata a 59 donne che gli avevano fatto causa. Il biografo ufficiale di Berry, Bruce Pegg, ha stimato che il "risarcimento" sia costato a Berry non meno di 1 milione di dollari più le spese legali.
In aggiunta, una perquisizione effettuata dalla polizia nella residenza di Berry, svelò l'esistenza di numerosi nastri video contenenti immagini di donne che utilizzavano il bagno del locale, e una di queste risultò essere minorenne. Durante la perquisizione furono trovati anche 62 grammi di marijuana. Per evitare eventuali accuse di pedofilia, Berry si dichiarò colpevole di possesso di marijuana e patteggiò la pena. Venne condannato a sei mesi di prigione (sentenza poi sospesa), due anni di libertà vigilata, e a una multa di 5.000 dollari da donarsi all'ospedale locale. Berry ha continuato ad esibirsi per tutti gli anni 2000 costantemente facendo anche diversi tour.

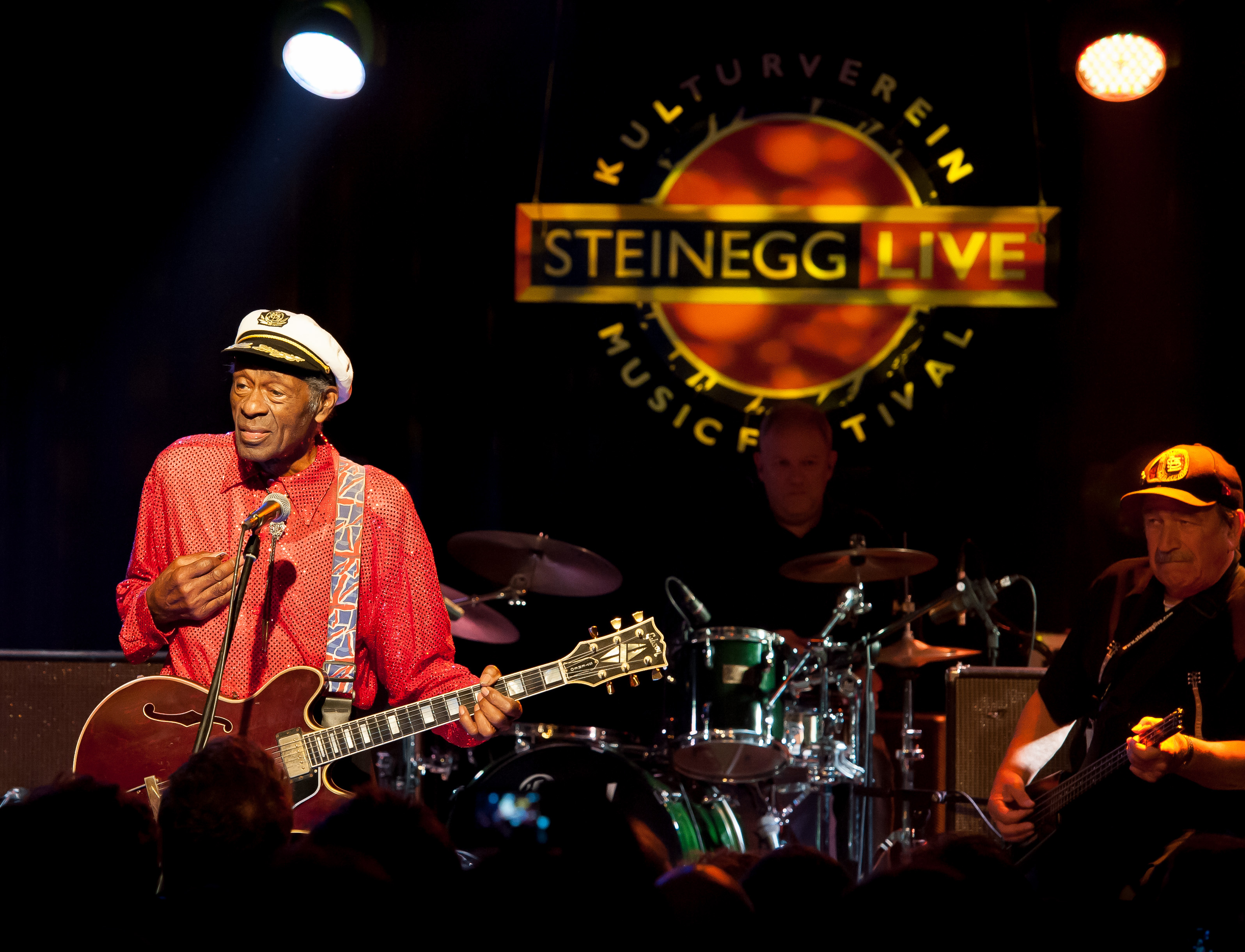
Chuck Berry - Steinegg Live Festival 2013

### Anni 2000
Nel 2013 è tornato in Italia per esibirsi allo Steinegg Live Festival a Collepietra vicino a Bolzano. Fu l'ultimo concerto di Berry in Italia. Durante interno di questo tour suonò anche a Mosca, Oslo, Oulo e Helsinki.
Si è esibito sino al 2014, quando ha tenuto il suo ultimo concerto il 15 ottobre nella sua Saint Louis, pochi giorni prima del suo 88º compleanno. 

### Morte
Da tempo in declino fisico, Chuck Berry è morto il 18 marzo 2017 all'età di 90 anni, nella sua residenza a Wentzville in Missouri. In quei giorni era in corso la post-produzione del videoclip del suo nuovo singolo Big Boys, uscito poi postumo.
Il 9 giugno 2017 fu pubblicato il suo ultimo album in studio, Chuck, il primo costituito da nuovo materiale in 38 anni.

## Brani più celebri
Tra le canzoni che ha scritto o reinterpretato si trovano brani molto famosi:
- Johnny B. Goode, che è stata inserita tra i documenti portati nello spazio dal Voyager I. È suonata inoltre dal personaggio di Marty McFly nel film Ritorno al futuro (1985), nel film Chuck Berry avrebbe trovato da quel ragazzo del futuro l'ispirazione per scrivere il brano.
- Rock and Roll Music, ripreso dai Beatles agli inizi della loro carriera.[43]
- Run Rudolph Run inserito nel film del 1992 con Macaulay Culkin Mamma, ho riperso l'aereo: mi sono smarrito a New York (Home Alone 2: Lost in New York).
- Sweet Little Sixteen, la cui musica fu riutilizzata nel 1963 dai Beach Boys per Surfin' U.S.A.
- Roll Over Beethoven, anch'essa ripresa dai Beatles.[43]
- Come On, scelta come singolo d'esordio dai Rolling Stones
- School Days, di cui gli AC/DC hanno fatto una cover.
- Let It Rock, reinterpretata anche dai Rolling Stones.
- Almost Grown
- Maybellene, uno dei primi esempi di brano "rock and roll".
- Around and Around
- Little Queenie, reinterpretata anche dai Rolling Stones.
- Carol, famosa anche la versione dei Rolling Stones.
- Too Much Monkey Business
- Brown-eyed Handsome Man
- Back in the U.S.A.
- No Particular Place to Go
- Nadine (Is It You?), suonata dai Dire Straits nei loro primissimi concerti e successivamente ripresa dai Notting Hillbillies, altra band di Mark Knopfler.
- Memphis, Tennessee
- You Can't Catch Me, citata dai Beatles in Come Together.[43]
- My Ding-a-Ling, unico numero 1 in classifica nella carriera di Berry.
- You Never Can Tell, utilizzata da Quentin Tarantino nel film Pulp Fiction, nella celebre scena della gara di ballo interpretata da Uma Thurman e John Travolta.
- I'm Talking About You

## Lascito artistico e riconoscimenti
(John Lennon)

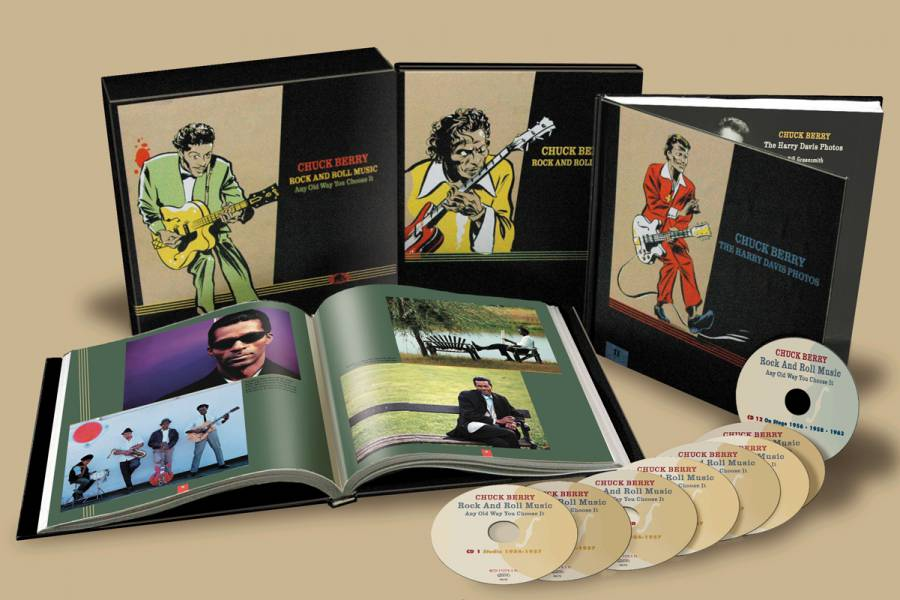
Collezione completa di tutto il materiale di Chuck Berry registrato in studio.

Considerato un pioniere della musica rock, Berry ha avuto una significativa influenza nello sviluppo sia del genere musicale vero e proprio sia nell'atteggiamento associato con lo stile di vita rock and roll. Grazie a brani come Maybellene (1955), Roll Over Beethoven (1956), Rock and Roll Music (1957) e Johnny B. Goode (1958), solo per citare i più famosi, Chuck Berry ha ridefinito e sviluppato il rhythm and blues nei maggiori elementi che costituiscono il rock and roll e in ciò che lo caratterizza, scrivendo testi di grossa presa sul pubblico dei teenager, che descrivevano balli scolastici, auto veloci, la vita a scuola e la società dei consumi con parole di uso comune, e utilizzando riff chitarristici successivamente presi a modello da centinaia di altri musicisti rock. Sebbene non tecnicamente ineccepibile, il suo stile chitarristico ha fatto scuola, incorporando la tecnica del glissato per imitare lo stile bottleneck utilizzato dai chitarristi blues, mischiati con gli stili di musicisti come Charlie Christian, e T-Bone Walker, a produrre un suono nuovo ed eccitante che molti chitarristi successivi riconosceranno come di ispirazione per il loro proprio stile chitarristico.
Il critico rock Robert Christgau considera Berry "the greatest of the rock and rollers" ("il più grande degli artisti di rock and roll"), mentre John Lennon una volta disse: «Se vuoi provare a dare un altro nome al rock and roll, puoi chiamarlo Chuck Berry», e Lillian Roxon nella sua Rock Encyclopedia afferma che "Chuck Berry potrebbe forse essere considerato il singolo artista più importante nella storia del Rock". I Rolling Stones, gli Status Quo, i Georgia Satellites e gli AC/DC sono stati pesantemente influenzati da Berry, e tutte e quattro le band hanno reinterpretato sue canzoni nel corso degli anni. Tra le numerose onorificenze che ha ricevuto, segnaliamo il premio Grammy alla carriera Grammy Lifetime Achievement Award nel 1984, il Kennedy Center Honors nel 2000, e le sette nomination ricevute nel 2009 dalla rivista Time nella lista dei 10 migliori chitarristi di tutti i tempi. Il 14 maggio 2002, Chuck Berry è stato premiato come una delle prime "icone" BMI durante la 50ª edizione della cerimonia annuale BMI Pop Awards.
Berry è stato incluso in diverse classifiche di Rolling Stone. Nel settembre 2003, la rivista lo ha classificato alla posizione numero 7 nella lista dei "100 migliori chitarristi di sempre". Nel novembre dello stesso anno, il suo album compilation The Great Twenty-Eight venne posizionato, sempre da Rolling Stone, al 21º posto della Lista dei 500 migliori album di ogni tempo. L'anno seguente, nel marzo 2004, Berry si classificò quinto nella lista "The Immortals - The 100 Greatest Artists of All Time". Nel dicembre 2004, sei delle sue canzoni sono state incluse nella Lista delle 500 migliori canzoni secondo Rolling Stone, nello specifico Johnny B. Goode (# 7), Maybellene (# 18), Roll Over Beethoven (# 97), Rock and Roll Music (#128), Sweet Little Sixteen (# 272) e Brown-eyed Handsome Man (# 374). Infine, nel giugno 2008, il brano Johnny B. Goode si classificò al primo posto nella lista "100 Greatest Guitar Songs of All Time".

## Nella cultura di massa
- Viene citato nel testo di  Mais Você, canzone di Ritchie contenuta nell'album Sexto Sentido: inoltre l'artista inglese esegue la Duck walk nel videoclip abbinato al brano.

## Discografia

### Album in studio
- 1957 - After School Session (Chess, LP-1426)
- 1958 - One Dozen Berrys (Chess, LP-1432)
- 1959 - Chuck Berry Is on Top (Chess, LP-1435)
- 1960 - Rockin' at the Hops (Chess, LP-1448)
- 1961 - New Juke-Box Hits (Chess, LP-1456)
- 1964 - Two Great Guitars
- 1964 - St. Louis to Liverpool
- 1965 - Chuck Berry in London
- 1965 - Fresh Berry's
- 1967 - In Memphis
- 1968 - From St. Louie to Frisco
- 1970 - Back Home
- 1971 - San Francisco Dues
- 1972 - The London Chuck Berry Sessions
- 1973 - Bio
- 1975 - Chuck Berry
- 1979 - Rock It
- 2017 - Chuck

### Partecipazioni
- 1956 - Rock, Rock, Rock (Chess, LP-1425; colonna sonora, con The Moonglows e The Flamingos)

### Album dal vivo
- 1963 - Chuck Berry on Stage
- 1967 - Live at Fillmore Auditorium
- 1972 - The London Chuck Berry Sessions
- 1978 - Chuck Berry Live in Concert
- 1981 - Chuck Berry Live
- 1982 - Toronto Rock 'N' Roll Revival 1969 Vol. II
- 1982 - Toronto Rock 'N' Roll Revival 1969 Vol. III
- 1987 - Hail! Hail! Rock 'N' Roll
- 2000 - Live!
- 2000 - Live on Stage
- 2002 - Chuck Berry - In Concert
- 2007 - Concertone Festa del 1º maggio - Roma

### Singoli
- 1955 - Maybellene/Wee Wee Hours (Chess Records, 1604)
- 1955 - Thirty Days (To Come Back Home)/Together (We Will Always Be) (Chess Records, 1610)
- 1956 - No Money Down/The Downbound Train (Chess Records, 1615)
- 1956 - Roll Over Beethoven/Drifting Heart (Chess Records, 1626)
- 1956 - Too Much Monkey Business/Brown-eyed Handsome Man (Chess Records, 1635)
- 1956 - You Can't Catch Me/Havana Moon (Chess Records, 1645)
- 1957 - School Day (Ring! Ring! Goes The Bell)/Deep Feeling (Chess Records, 1653)
- 1957 - Oh Baby Doll/Lajaunda (Chess Records, 1664)
- 1957 - Rock and Roll Music/Blue Feeling (Chess Records, 1671)
- 1958 - Sweet Little Sixteen/Reelin and Rocking (Chess Records, 1683)
- 1958 - Johnny B. Goode/Around & Around (Chess Records, 1691)
- 1958 - Beautiful Delilah/Vacation Time (Chess Records, 1697)
- 1958 - Carol/Hey Pedro (Chess Records, 1700)
- 1958 - Sweet Little Rock And Roll/Joe Joe Gun (Chess Records, 1709)
- 1958 - Merry Christmas Baby/Run Rudolph Run (Chess Records, 1714)
- 1959 - Little Queenie/Almost Grown (Chess Records, 1722)
- 1959 - Back in the U.S.A. R&B #15
- 1960 - Let It Rock R&B #16
- 1960 - Too Pooped To Pop R&B #15
- 1960 - Bye Bye Johnny R&B #14
- 1960 - Jaguar & Thunderbird R&B #20

### Raccolte
- 1962 - Chuck Berry Twist
- 1964 - Chuck Berry's Greatest Hits
- 1967 - Chuck Berry's Golden Decade
- 1967 - Chuck Berry's Golden Hits
- 1973 - Chuck Berry's Golden Decade Vol. 2
- 1974 - Chuck Berry's Golden Decade Vol. 3
- 1976 - Chuck Berry's Greatest Hits
- 1978 - The Best of the Best of Chuck Berry
- 1978 - Chuck Berry's 16 Greatest Hits
- 1979 - Chuck Berry All-Time Hits
- 1982 - The Great Twenty-Eight
- 1983 - 20 Hits
- 1983 - Reelin' Rockin' Rollin'
- 1986 - Rock 'N' Roll Rarities
- 1988 - The Chess Box (Box Set)
- 1994 - On the Blues Side
- 1996 - Roll Over Beethoven
- 1996 - Let It Rock
- 1996 - The Best of Chuck Berry
- 1997 - Guitar Legends
- 1997 - Chuck Berry - His Best, Vol. 1
- 1997 - Chuck Berry - His Best, Vol. 2
- 1998 - The Latest & The Greatest / You Can Never Tell
- 1998 - Live: Roots of Rock 'N' Roll
- 1998 - Rock & Roll Music
- 1999 - 20th Century Masters: The Millennium Collection: The Best of Chuck Berry
- 2000 - Johnny B. Goode (Legacy)
- 2000 - The Anthology
- 2001 - Blast from the Past: Chuck Berry
- 2001 - Johnny B. Goode (Columbia River)
- 2003 - Crown Prince of Rock N Roll
- 2005 - Gold - (The Anthology ristampato in confezione differente)
- 2007 - Johnny B. Goode: His Complete '50s Chess Recordings
- 2009 - You Never Can Tell: The Complete Chess Recordings 1960-1966
- 2010 - Chuck Berry Have Mercy: His Complete Chess Recordings (1969-1974)

## Filmografia

### Attore
- Il re del rock and roll (Rock, Rock, Rock!), regia di Will Price (1956)
- Questa notte o mai (This Could Be the Night), regia di Robert Wise (1957)
- Dai, Johnny, dai! (Go, Johnny, Go!), regia di Paul Landres (1959)